# Huize Hunderen
Huize Hunderen is een monumentaal landhuis op het landgoed "Het Hunderen" in de Gelderse plaats Twello.
Oorspronkelijk was "Huize Hunderen" een havezate. Het gebouw dateert uit de 17e eeuw. Door zijn huwelijk met Helena van Heerdt in 1646 kwam de havezate in het bezit van Gijsbert Schimmelpenninck van der Oije. Het huis kende daarna meerdere eigenaren totdat de buitenplaats in 1807 gekocht werd door Johannes Kerkhoven, een Amsterdamse bankier. Hij liet het huis ingrijpend verbouwen. Kerkhoven trouwde in 1817 met Anna Jacoba van der Hucht. Een aantal van hun kinderen werd hier geboren. Hella Haasse beschrijft in "Heren van de thee" het huis en het landgoed Hunderen in de tijd van de Van Kerkovens als een "Eldorado".
Het huis kende ook daarna nog meerdere eigenaren. Ook in 1863 liet de toenmalige eigenaar het huis weer verbouwen. In 1970 werd het landgoed gekocht door de Stichting Het Geldersch Landschap.
De zuidelijke voorgevel van het witgepleisterde huis kent een symmetrische vorm. De entree tussen twee pilasters bevindt zich in het midden van de voorzijde in een uitspringende deel van de gevel. Het middenrisaliet wordt bekroond met een fronton. Op het dak staat een houten torentje. Hunderen werd in 1971 ingeschreven als rijksmonument in het monumentenregister. Het huis en het bijbehorende koetshuis zijn in 2015 geschikt gemaakt voor bewoning door ouderen met geheugenproblemen. Een wijziging van het bestemmingsplan maakte het mogelijk om hier negentien onzelfstandige woonzorgeenheden voor dementerende ouderen te realiseren.

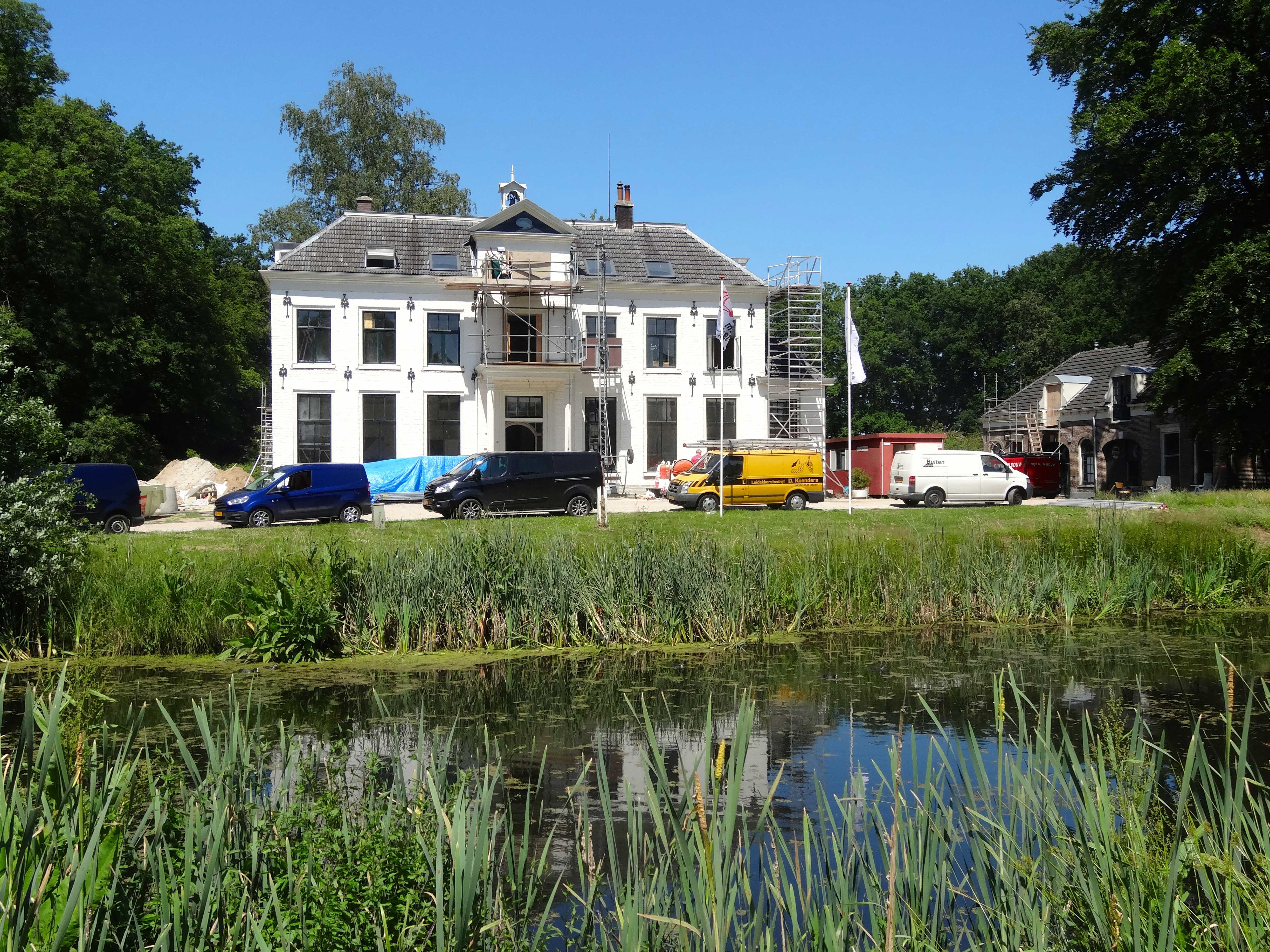
Werkzaamheden Huize Hunderen anno 2015